# A.L. Østerberg
Aage Ludvig Østerberg (født 7. september 1891 på Nordre Rønner, død 8. februar 1983) var en dansk jurist og direktør, der var borgmester i Gentofte Kommune fra 1955 til 1966, valgt for Det Konservative Folkeparti.
Østerberg, der var søn af en fyrmester, begyndte som trafikelev ved Statsbanerne i 1907 og tog i 1916 studentereksamen for i 1919 at vende tilbage til Statsbanerne, nu som assistent i generalsekretariatet. I 1920 blev han cand.jur. fra Københavns Universitet. Herefter blev han sekretær i Dansk Arbejdsgiverforening og fuldmægtig samme sted fra 1924. I 1932 blev han direktør for Bryggeriforeningen og fortsatte her frem til 1961.
Politisk debuterede han i 1933 som medlem af Gentofte Kommunalbestyrelse. Han var næstformand for kommunalbestyrelsen 1934-1937 og 1942-1955, rådmand fra 1934 og borgmester fra 1955 til 1966, hvor han forlod kommunalpolitik.
Sideløbende med sit civile job og sit politiske hverv havde han flere poster, blandt andet var han medlem af hovedbestyrelsen i Dansk Arbejdsgiverforening fra 1932 til 1964, bestyrelsesformand for NESA 1956-1967, bestyrelsesmedlem i Isefjordsværket 1953-1967 og medlem af repræsentantskabet for Privatbanken 1959-1968.
Han var desuden kommandør af Dannebrog, Dannebrogsmand, ridder af Sankt Olavs Orden og ridder af Nordstjerneordenen.